# Stazione di Maebashi
La Stazione di Maebashi (前橋駅?, Maebashi-eki) è una stazione ferroviaria di Maebashi, nella prefettura di Gunma gestita dalla JR East.

## Storia
The station was opened by Ryōmō Railway on November 20, 1889. From August 20, 1884, Nippon Railway operated another Maebashi Station on the other side of the Tone River, but this station was closed on December 26, 1889 when a bridge across the river was completed and Nippon Railway trains began sharing the Ryōmō Railway station. Ryōmō Railway was merged into Nippon Railway on January 1, 1897 and Nippon Railway was nationalized on November 1, 1906.

## Linee e servizi
JR East
■ Linea Shōnan-Shinjuku
■ Linea Ryōmō

## Struttura
La stazione è realizzata su viadotto, con tre binari passanti e due marciapiedi a isola.
| Binario | Linea         | Destinazione                               |
| ------- | ------------- | ------------------------------------------ |
| 1-2-3   | ■ Linea Ryōmō | per Isesaki, Kiryū, Ashikaga, Sano e Oyama |
| 1-2-3   | ■ Linea Ryōmō | per Shin-Maebashi, Takasaki, Ōmiya e Ueno  |

## Stazioni adiacenti
| «                     | Servizio              | »                     |
| Linea Ryōmō           | Linea Ryōmō           | Linea Ryōmō           |
| Linea Shōnan-Shinjuku | Linea Shōnan-Shinjuku | Linea Shōnan-Shinjuku |
| --------------------- | --------------------- | --------------------- |
| Shin-Maebashi         | -                     | Maebashi-Ōshima       |